# Grand Prix Niemiec 2012
Grand Prix Niemiec 2012 (oficjalnie Formula 1 Grosser Preis Santander von Deutschland 2012) – dziesiąta runda Mistrzostw Świata Formuły 1 w sezonie 2012.

## Lista startowa
Na niebieskim tle kierowcy biorący udział jedynie w piątkowych treningach
| Nr | Kierowca           | Zespół                        | Samochód          | Silnik               | Opony |
| -- | ------------------ | ----------------------------- | ----------------- | -------------------- | ----- |
| 1  | Sebastian Vettel   | Red Bull Racing               | Red Bull RB8      | Renault RS27-2012    | P     |
| 2  | Mark Webber        | Red Bull Racing               | Red Bull RB8      | Renault RS27-2012    | P     |
| 3  | Jenson Button      | Vodafone McLaren Mercedes     | McLaren MP4-27    | Mercedes-Benz FO108Y | P     |
| 4  | Lewis Hamilton     | Vodafone McLaren Mercedes     | McLaren MP4-27    | Mercedes-Benz FO108Y | P     |
| 5  | Fernando Alonso    | Scuderia Ferrari              | Ferrari F2012     | Ferrari 056          | P     |
| 6  | Felipe Massa       | Scuderia Ferrari              | Ferrari F2012     | Ferrari 056          | P     |
| 7  | Michael Schumacher | Mercedes AMG Petronas F1 Team | Mercedes F1 W03   | Mercedes-Benz FO108Y | P     |
| 8  | Nico Rosberg       | Mercedes AMG Petronas F1 Team | Mercedes F1 W03   | Mercedes-Benz FO108Y | P     |
| 9  | Kimi Räikkönen     | Lotus F1 Team                 | Lotus E20         | Renault RS27-2012    | P     |
| 10 | Romain Grosjean    | Lotus F1 Team                 | Lotus E20         | Renault RS27-2012    | P     |
| 11 | Paul di Resta      | Sahara Force India F1 Team    | Force India VJM05 | Mercedes-Benz FO108Y | P     |
| 11 | Jules Bianchi      | Sahara Force India F1 Team    | Force India VJM05 | Mercedes-Benz FO108Y | P     |
| 12 | Nico Hülkenberg    | Sahara Force India F1 Team    | Force India VJM05 | Mercedes-Benz FO108Y | P     |
| 14 | Kamui Kobayashi    | Sauber F1 Team                | Sauber C31        | Ferrari 056          | P     |
| 15 | Sergio Pérez       | Sauber F1 Team                | Sauber C31        | Ferrari 056          | P     |
| 16 | Daniel Ricciardo   | Scuderia Toro Rosso           | Toro Rosso STR7   | Ferrari 056          | P     |
| 17 | Jean-Éric Vergne   | Scuderia Toro Rosso           | Toro Rosso STR7   | Ferrari 056          | P     |
| 18 | Pastor Maldonado   | Williams F1                   | Williams FW34     | Renault RS27-2012    | P     |
| 19 | Bruno Senna        | Williams F1                   | Williams FW34     | Renault RS27-2012    | P     |
| 19 | Valtteri Bottas    | Williams F1                   | Williams FW34     | Renault RS27-2012    | P     |
| 20 | Heikki Kovalainen  | Caterham F1 Team              | Caterham CT01     | Renault RS27-2012    | P     |
| 21 | Witalij Pietrow    | Caterham F1 Team              | Caterham CT01     | Renault RS27-2012    | P     |
| 22 | Pedro de la Rosa   | HRT F1 Team                   | HRT F112          | Cosworth CA2012      | P     |
| 23 | Narain Karthikeyan | HRT F1 Team                   | HRT F112          | Cosworth CA2012      | P     |
| 23 | Dani Clos          | HRT F1 Team                   | HRT F112          | Cosworth CA2012      | P     |
| 24 | Timo Glock         | Marussia F1 Team              | Marussia MR-01    | Cosworth CA2012      | P     |
| 25 | Charles Pic        | Marussia F1 Team              | Marussia MR-01    | Cosworth CA2012      | P     |
| Nr | Kierowca           | Zespół                        | Samochód          | Silnik               | Opony |

## Wyniki

### Sesje treningowe
| Sesja | Nr | Kierowca         | Konstruktor      | Czas     | Okr. |
| ----- | -- | ---------------- | ---------------- | -------- | ---- |
| 1     | 3  | Jenson Button    | McLaren-Mercedes | 1:16,595 | 27   |
| 2     | 18 | Pastor Maldonado | Williams-Renault | 1:27,476 | 14   |
| 3     | 5  | Fernando Alonso  | Ferrari          | 1:16,014 | 14   |

### Kwalifikacje
Źródło: Wyprzedź Mnie!
| Poz. | Nr | Kierowca           | Konstruktor          | Q1       | Q2       | Q3       | Poz. s. |
| --- | --- | ------------------ | -------------------- | -------- | -------- | -------- | ------- |
| 1 | 5 | Fernando Alonso    | Ferrari              | 1:16,073 | 1:38,521 | 1:40,621 | 1       |
| 2 | 1 | Sebastian Vettel   | Red Bull-Renault     | 1:16,393 | 1:38,309 | 1:41,026 | 2       |
| 3 | 2 | Mark Webber        | Red Bull-Renault     | 1:16,500 | 1:39,382 | 1:41,496 | 8       |
| 4 | 7 | Michael Schumacher | Mercedes             | 1:16,686 | 1:38,010 | 1:42,459 | 3       |
| 5 | 12 | Nico Hülkenberg    | Force India-Mercedes | 1:16,271 | 1:39,467 | 1:43,501 | 4       |
| 6 | 18 | Pastor Maldonado   | Williams-Renault     | 1:16,181 | 1:38,731 | 1:43,950 | 5       |
| 7 | 3 | Jenson Button      | McLaren-Mercedes     | 1:16,507 | 1:38,659 | 1:44,113 | 6       |
| 8 | 4 | Lewis Hamilton     | McLaren-Mercedes     | 1:16,221 | 1:37,365 | 1:44,186 | 7       |
| 9 | 11 | Paul di Resta      | Force India-Mercedes | 1:16,352 | 1:39,703 | 1:44,889 | 9       |
| 10 | 9 | Kimi Räikkönen     | Lotus-Renault        | 1:15,693 | 1:39,729 | 1:45,811 | 10      |
| 11 | 16 | Daniel Ricciardo   | Toro Rosso-Ferrari   | 1:16,516 | 1:39,789 | –        | 11      |
| 12 | 15 | Sergio Pérez       | Sauber-Ferrari       | 1:15,726 | 1:39,933 | –        | 17      |
| 13 | 14 | Kamui Kobayashi    | Sauber-Ferrari       | 1:16,481 | 1:39,985 | –        | 12      |
| 14 | 6 | Felipe Massa       | Ferrari              | 1:16,265 | 1:40,212 | –        | 13      |
| 15 | 10 | Romain Grosjean    | Lotus-Renault        | 1:16,685 | 1:40,574 | –        | 20      |
| 16 | 19 | Bruno Senna        | Williams-Renault     | 1:16,426 | 1:40,752 | –        | 14      |
| 17 | 8 | Nico Rosberg       | Mercedes             | 1:15,988 | 1:41,551 | –        | 22      |
| 18 | 17 | Jean-Éric Vergne   | Toro Rosso-Ferrari   | 1:16,741 | –        | –        | 15      |
| 19 | 20 | Heikki Kovalainen  | Caterham-Renault     | 1:17,620 | –        | –        | 16      |
| 20 | 21 | Witalij Pietrow    | Caterham-Renault     | 1:18,531 | –        | –        | 18      |
| 21 | 25 | Charles Pic        | Marussia-Cosworth    | 1:19,220 | –        | –        | 19      |
| 22 | 24 | Timo Glock         | Marussia-Cosworth    | 1:19,291 | –        | –        | 21      |
| 23 | 22 | Pedro de la Rosa   | HRT-Cosworth         | 1:19,912 | –        | –        | 23      |
| 24 | 23 | Narain Karthikeyan | HRT-Cosworth         | 1:20,230 | –        | –        | 24      |
| Poz. | Nr | Kierowca           | Konstruktor          | Q1       | Q2       | Q3       | Poz. s. |
| \| Legenda \| Legenda \| \| ------------------------ \| ---------------------------------------------------------------------------------------------------------------------------------------------------------------------------------------------------------------------------------------------------------------- \| \| Poz. Nr Q1 Q2 Q3 Poz. s. \| Pozycja zajęta w sesji kwalifikacyjnej Numer startowy kierowcy Wynik uzyskany w pierwszej części kwalifikacji Wynik uzyskany w drugiej części kwalifikacji Wynik uzyskany w trzeciej części kwalifikacji Pozycja startowa po uwzględnięniu kar, przesunięć, itp. \| | |                    |                      |          |          |          |         |
| Legenda | |                    |                      |          |          |          |         |
| Poz. Nr Q1 Q2 Q3 Poz. s. | Pozycja zajęta w sesji kwalifikacyjnej Numer startowy kierowcy Wynik uzyskany w pierwszej części kwalifikacji Wynik uzyskany w drugiej części kwalifikacji Wynik uzyskany w trzeciej części kwalifikacji Pozycja startowa po uwzględnięniu kar, przesunięć, itp. |                    |                      |          |          |          |         |

### Wyścig

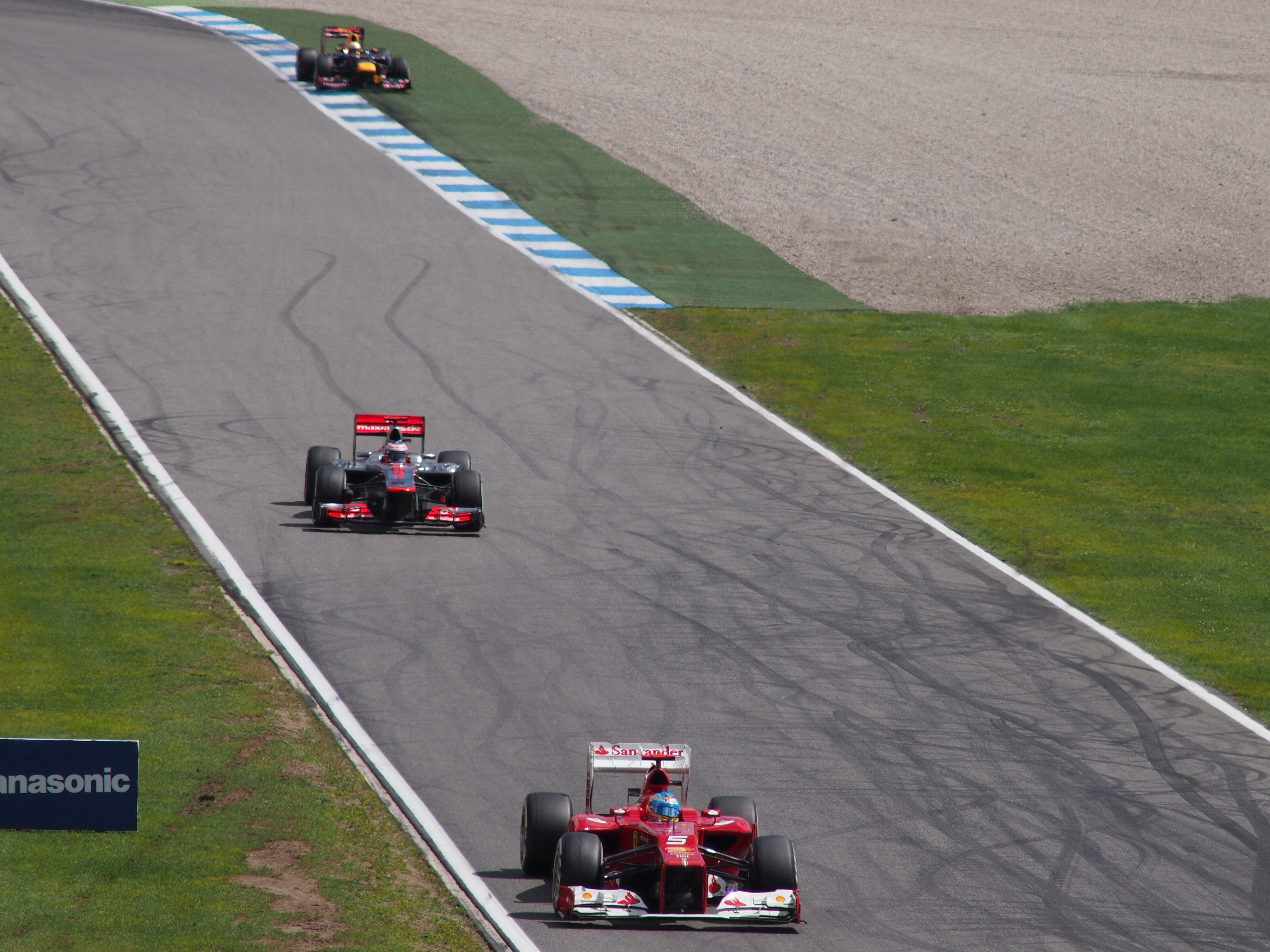
Liderzy: Fernando Alonso, Jenson Button i Sebastian Vettel

Źródło: Wyprzedź Mnie!
| P                 | + / –     | Nr | Kierowca           | Konstruktor          | Okr. | Czas / Strata         | Komentarz |
| ----------------- | --------- | -- | ------------------ | -------------------- | ---- | --------------------- | --------- |
| 1                 | Bez zmian | 5  | Fernando Alonso    | Ferrari              | 67   | 1h31m05,862           |           |
| 2                 | 4         | 3  | Jenson Button      | McLaren-Mercedes     | 67   | +0:06,949             |           |
| 3                 | 7         | 9  | Kimi Räikkönen     | Lotus-Renault        | 67   | +0:16,409             |           |
| 4                 | 8         | 14 | Kamui Kobayashi    | Sauber-Ferrari       | 67   | +0:21,925             |           |
| 5                 | 3         | 1  | Sebastian Vettel   | Red Bull-Renault     | 67   | +0:23,732             | [ a ]     |
| 6                 | 11        | 15 | Sergio Pérez       | Sauber-Ferrari       | 67   | +0:27,896             |           |
| 7                 | 4         | 7  | Michael Schumacher | Mercedes             | 67   | +0:28,970             |           |
| 8                 | Bez zmian | 2  | Mark Webber        | Red Bull-Renault     | 67   | +0:46,941             |           |
| 9                 | 5         | 12 | Nico Hülkenberg    | Force India-Mercedes | 67   | +0:48,162             |           |
| 10                | 11        | 8  | Nico Rosberg       | Mercedes             | 67   | +0:48,889             |           |
| 11                | 2         | 11 | Paul di Resta      | Force India-Mercedes | 67   | +0:59,227             |           |
| 12                | 1         | 6  | Felipe Massa       | Ferrari              | 67   | +1:11,428             |           |
| 13                | 2         | 16 | Daniel Ricciardo   | Toro Rosso-Ferrari   | 67   | +1:16,829             |           |
| 14                | 1         | 17 | Jean-Éric Vergne   | Toro Rosso-Ferrari   | 67   | +1:16,965             |           |
| 15                | 10        | 18 | Pastor Maldonado   | Williams-Renault     | 66   | +1 okr. (1 okr.)      |           |
| 16                | 2         | 21 | Witalij Pietrow    | Caterham-Renault     | 66   | +1 okr. (27,815)      |           |
| 17                | 3         | 19 | Bruno Senna        | Williams-Renault     | 66   | +1 okr. (00,546)      |           |
| 18                | 1         | 10 | Romain Grosjean    | Lotus-Renault        | 66   | +1 okr. (19,244)      |           |
| 19                | 3         | 20 | Heikki Kovalainen  | Caterham-Renault     | 65   | +2 okr. (1 okr.)      |           |
| 20                | Bez zmian | 25 | Charles Pic        | Marussia-Cosworth    | 65   | +2 okr. (12,649)      |           |
| 21                | 2         | 22 | Pedro de la Rosa   | HRT-Cosworth         | 64   | +3 okr. (1 okr.)      |           |
| 22                | Bez zmian | 24 | Timo Glock         | Marussia-Cosworth    | 64   | +3 okr. (05,152)      |           |
| 23                | 1         | 23 | Narain Karthikeyan | HRT-Cosworth         | 64   | +3 okr. (00,331)      |           |
| Niesklasyfikowani |           |    |                    |                      |      |                       |           |
|                   |           | 4  | Lewis Hamilton     | McLaren-Mercedes     | 56   | uszkodzenia z kolizji |           |
| P                 | + / –     | Nr | Kierowca           | Konstruktor          | Okr. | Czas / Strata         | Komentarz |

### Najszybsze okrążenie
Źródło: Wyprzedź Mnie!
| Nr | Kierowca           | Konstruktor | Czas     | Okr. |
| -- | ------------------ | ----------- | -------- | ---- |
| 7  | Michael Schumacher | Mercedes    | 1:18,725 | 57   |

## Prowadzenie w wyścigu
| Nr                              | Kierowca         | Okrążenia   | Suma |
| ------------------------------- | ---------------- | ----------- | ---- |
| 5                               | Fernando Alonso  | 1-18, 20-67 | 65   |
| 1                               | Sebastian Vettel | 18-20       | 2    |
| \| Wykres \| \| ------ \| \| \| |                  |             |      |
| Wykres                          |                  |             |      |
|                                 |                  |             |      |

## Klasyfikacja po wyścigu

### Kierowcy
| P  | +/− | Kierowca           | Starty | Punkty | P1 | P2 | P3 | PP | NO | NS |
| -- | --- | ------------------ | ------ | ------ | -- | -- | -- | -- | -- | -- |
| 1  | 0   | Fernando Alonso    | 10     | 154    | 3  | 2  | 1  | 2  | –  | –  |
| 2  | 0   | Mark Webber        | 10     | 120    | 2  | –  | –  | 1  | –  | –  |
| 3  | 0   | Sebastian Vettel   | 10     | 110    | 1  | 1  | 1  | 3  | 2  | 1  |
| 4  | +1  | Kimi Räikkönen     | 10     | 98     | –  | 2  | 2  | –  | 2  | –  |
| 5  | −1  | Lewis Hamilton     | 10     | 92     | 1  | –  | 3  | 2  | –  | 1  |
| 6  | 0   | Nico Rosberg       | 10     | 76     | 1  | 1  | –  | 1  | 1  | –  |
| 7  | +1  | Jenson Button      | 10     | 68     | 1  | 2  | –  | –  | 1  | –  |
| 8  | −1  | Romain Grosjean    | 10     | 61     | –  | 1  | 1  | –  | 1  | 4  |
| 9  | 0   | Sergio Pérez       | 10     | 47     | –  | 1  | 1  | –  | 1  | 2  |
| 10 | +4  | Kamui Kobayashi    | 10     | 33     | –  | –  | –  | –  | 1  | 3  |
| 11 | −1  | Pastor Maldonado   | 10     | 29     | 1  | –  | –  | 1  | –  | 2  |
| 12 | 0   | Michael Schumacher | 10     | 29     | –  | –  | 1  | –  | 1  | 5  |
| 13 | −2  | Paul di Resta      | 10     | 27     | –  | –  | –  | –  | –  | 1  |
| 14 | −1  | Felipe Massa       | 10     | 23     | –  | –  | –  | –  | –  | 1  |
| 15 | +1  | Nico Hülkenberg    | 10     | 19     | –  | –  | –  | –  | –  | 1  |
| 16 | −1  | Bruno Senna        | 10     | 18     | –  | –  | –  | –  | –  | 1  |
| 17 | 0   | Jean-Éric Vergne   | 10     | 4      | –  | –  | –  | –  | –  | 1  |
| 18 | 0   | Daniel Ricciardo   | 10     | 2      | –  | –  | –  | –  | –  | 1  |
| 19 | 0   | Heikki Kovalainen  | 10     | 0      | –  | –  | –  | –  | –  | 1  |
| 20 | 0   | Witalij Pietrow    | 10     | 0      | –  | –  | –  | –  | –  | 3  |
| 21 | 0   | Timo Glock         | 9      | 0      | –  | –  | –  | –  | –  | 1  |
| 22 | 0   | Charles Pic        | 10     | 0      | –  | –  | –  | –  | –  | 3  |
| 23 | 0   | Narain Karthikeyan | 9      | 0      | –  | –  | –  | –  | –  | 2  |
| 24 | 0   | Pedro de la Rosa   | 9      | 0      | –  | –  | –  | –  | –  | 2  |
| P  | +/− | Kierowca           | Starty | Punkty | P1 | P2 | P3 | PP | NO | NS |

### Konstruktorzy
| P  | +/− | Konstruktor          | Starty | Punkty | P1 | P2 | P3 | PP | NO | NS |
| -- | --- | -------------------- | ------ | ------ | -- | -- | -- | -- | -- | -- |
| 1  | 0   | Red Bull-Renault     | 20     | 230    | 3  | 1  | 1  | 4  | 2  | 1  |
| 2  | 0   | Ferrari              | 20     | 177    | 3  | 2  | 1  | 2  | –  | 1  |
| 3  | +1  | McLaren-Mercedes     | 20     | 160    | 2  | 2  | 3  | 2  | 1  | 1  |
| 4  | −1  | Lotus-Renault        | 20     | 159    | –  | 3  | 3  | –  | 3  | 4  |
| 5  | 0   | Mercedes             | 20     | 105    | 1  | 1  | 1  | 1  | 2  | 5  |
| 6  | 0   | Sauber-Ferrari       | 20     | 80     | –  | 1  | 1  | –  | 2  | 4  |
| 7  | 0   | Williams-Renault     | 20     | 47     | 1  | –  | –  | 1  | –  | 3  |
| 8  | 0   | Force India-Mercedes | 20     | 46     | –  | –  | –  | –  | –  | 2  |
| 9  | 0   | Toro Rosso-Ferrari   | 20     | 6      | –  | –  | –  | –  | –  | 2  |
| 10 | 0   | Caterham-Renault     | 20     | 0      | –  | –  | –  | –  | –  | 4  |
| 11 | 0   | Marussia-Cosworth    | 19     | 0      | –  | –  | –  | –  | –  | 4  |
| 12 | 0   | HRT-Cosworth         | 18     | 0      | –  | –  | –  | –  | –  | 4  |
| P  | +/− | Konstruktor          | Starty | Punkty | P1 | P2 | P3 | PP | NO | NS |